# Ultima I: The First Age of Darkness
Ultima (позднее Ultima I: The First Age of Darkness или Ultima I) — первая компьютерная игра в серии Ultima. Первоначальная версия (для Apple II) была опубликована в США компанией California Pacific Computer в 1981 году. Позднее игра пережила множество переизданий под различные платформы и улучшений. Последнее издание (ремейк для Apple IIGS) было выпущено в 1994 году.

## Игровой процесс

Версия Ultima I от 1981 года для компьютера Apple II. Игрок начинает игру в землях Лорда Бритиша. На западе находится город Paws.

Мир Ultima представлен в игре несколькими способами. Путешествия главного героя по поверхности земли представлены как вид сверху, от третьего лица, в то время как в подземельях используется вид от первого лица. В обоих случаях игровой персонаж управляется стрелками на клавиатуре, а также различными другими клавишами для каждой конкретной команды (A — для атаки, B — для вхождения на борт корабля и т. д.).
Создание персонажа в Ultima не сильно отличается от упрощённой версии традиционных настольных ролевых игр. Игроку даётся некоторое количество очков, которые он может распределить между разными характеристиками своего персонажа, что будет влиять на последующую игру. Например, добавление очков к показателю «Сила» увеличивает количество наносимого противнику урона, а добавление очков к показателю «Харизма» приводит к более дешёвым сделкам с торговцами. После того, как все очки распределены, игроку даётся возможность выбрать расу персонажа, одну из четырёх: человек, эльф, гном и боббит (существо, похожее на хоббита). Выбор расы тоже влияет на характеристики. Например, поскольку эльфы представляются быстрыми и ловкими, то у персонажа будет повышена ловкость, в то время как выбор расы дворфа повышает силу. После того, как раса выбрана, игроку даётся возможность выбора класса персонажа, что опять же влияет на характеристики. Возможные классы: воин, клерик, маг и вор. Также можно задать пол персонажа, но это ни на что не влияет.
В игре существуют четыре показателя, которые важны для успешного завершения игры. Это очки жизни, пища, очки опыта и монеты (золото в оригинальной игре). Очки жизни определяют здоровье персонажа, чем их больше, тем дальше он от смерти. Пища потребляется с каждым переходом на соседнюю клетку на карте, кроме замков и городов, и если пища на нуле, то персонаж начинает голодать. Пищу можно купить в городах. Очки опыта растут благодаря успешным победам над монстрами. Они определяют повышение уровня персонажа, для каждого уровня необходима тысяча очков опыта. Важный предмет ближе к концу игры не может быть получен, если персонаж не достиг восьмого уровня. Монеты или золото используются, чтобы покупать разные вещи в игровом мире, такие как оружие, заклинания и еду, и могут быть получены после победы над монстрами и спасения принцесс из замков.
Магическая и боевая системы в Ultima имеют упрощённый вид. Заклятья покупаются в магазинах и являются расходным материалом, каждое купленное заклинание используется один раз. Бои происходят против случайно появляющихся монстров и состоят из попеременного обмена ударами, пока один из сражающихся не будет побеждён. В оригинальном издании игры враги на открытых пространствах не двигались по местности никаким образом — они просто появлялись на локации игрока и сразу начинали атаку. Враги в подземельях также случайны, но могут перемещаться и следовать за игроком. Покупка более качественных оружия и доспехов увеличивают шансы в битве.
В игре также имеется аркадный режим шутера от первого лица — элемент, который появляется только в Ultima и отсутствует в остальных играх серии. Игрок помещается в окружение сражения в космосе в реальном времени, сражаясь с вражескими космолётами, которые необходимо сбить, чтобы продвинуться дальше по истории. Ричард Гэрриот сказал, что он добавил эту часть только чтобы заполнить всё место на диске с игрой и сделать всё, что он только мог.

## Сюжет
В отличие от Akalabeth, в Ultima появился сюжет. Злой колдун Мондейн завладел камнем солнца, обратил его в камень бессмертия, и вовсю занялся порабощением земель Созарии, наслав на них орды монстров. Игрок берёт на себя роль «незнакомца», человека, вызванного из другого мира, чтобы положить конец правлению Мондейна, для чего ему предстоит пройти множественные аспекты игры, включая исследование подземелий и космическое путешествие. Игрок должен убить Мондейна и разбить алмаз.

## Разработка и выпуск
После неожиданного успеха своей предыдущей игры, Akalabeth, Ричард Гэрриотт начал разработку Ultima. Большие части Akalabeth были использованы в качестве подпрограмм в Ultima с целью создания подземелий с видом первого лица. К оригинальному коду Akalabeth также были добавлены города, квесты, сюжет и пользовательский интерфейс. Также были добавлены элементы «Звёздных войн», включая космические корабли и световые мечи.
Разработкой Ultima Гэрриот занимался во время учёбы на первом курсе Техасского университета, и ему помогал его друг, Кен В. Арнольд. Они закончили её менее чем за год. Ultima была написана на языке Applesoft BASIC на компьютере Apple II, а для графической системы, основанной на тайлах, Арнольд написал код на языке ассемблера.
В отличие от Akalabeth, коммерческая продажа которой была второстепенной задачей, к Ultima с самого начала проекта подошли с гораздо более профессиональным отношением. Сначала игру планировали назвать Ultimatum, но выяснилось, что это название уже используется компанией, занимающейся настольными играми, поэтому его сократили до Ultima. Позднее Гэрриотт прокомментировал название: «Когда я писал первую игру, я, конечно, и представить себе не мог, что когда-нибудь будет вторая». Компания California Pacific Computer издала Ultima в 1981 году только для компьютера Apple II. К июню 1982 года было продано 20 000 копий, а в последующем было продано 50 000 копий.
Sierra Online переиздала Ultima для 8-битных компьютеров Atari. В 1986 году Origin Systems полностью переписала игру на Ассемблере и переиздала её.
Поскольку ремейк 1986 года был полностью переписан на Ассемблере, в нём была значительно повышена скорость работы и улучшена графика. Также были внесены небольшие косметические изменения в содержание игры, такие как добавление ещё одного варианта карты замка и трёх новых карт города, введение странствующих монстров в открытом мире и разделение денег, имеющихся у игрока, на отдельные «медные», «серебряные» и «золотые» монеты. Ремейк был переиздан 23 декабря 1986 на Apple II под названием Ultima I: The First Age of Darkness. Были также изданы порты для Commodore 64 и DOS/EGA. В последующие годы было выпущено множество новых версий, включая версию 1989 года для компьютера MSX2, изданную только в Японии компанией Pony Canyon, а также порт для Apple IIGS, осуществлённый в конце 1994 года компанией Vitesse. В 1997 году версия Ultima для DOS/EGA была перевыпущена компанией Electronic Arts в составе сборника Ultima Collection.

## Критический приём
В 1981 году журнал Softline заявил, что «Ultima кажется лучшей» ролевой игрой для Apple II. Обозреватель назвал графику «впечатляющей» и пришёл к выводу, что игра «вполне оправдывает свою цену». Дейрдре Л. Малой сделала обзор игры для журнала Computer Gaming World и заявила, что «Ultima — одна из лучших компьютерных ролевых игр в жанре фэнтези на сегодняшний день».
Журнал Computer Gaming World в 1991 и 1993 годах назвал игру «поистине эпической по масштабам», заявив, что она была одной из первых, в которой присутствовала обстановка на открытом воздухе и разговоры с участием NPC. Хотя журнал отметил «несбалансированную боевую систему», он заключил, что Ultima I — это «классика, которую нельзя пропустить».